# Diuris magnifica
Diuris magnifica är en orkidéart som beskrevs av David Lloyd Jones. Diuris magnifica ingår i släktet Diuris och familjen orkidéer. Inga underarter finns listade i Catalogue of Life.

## Bildgalleri

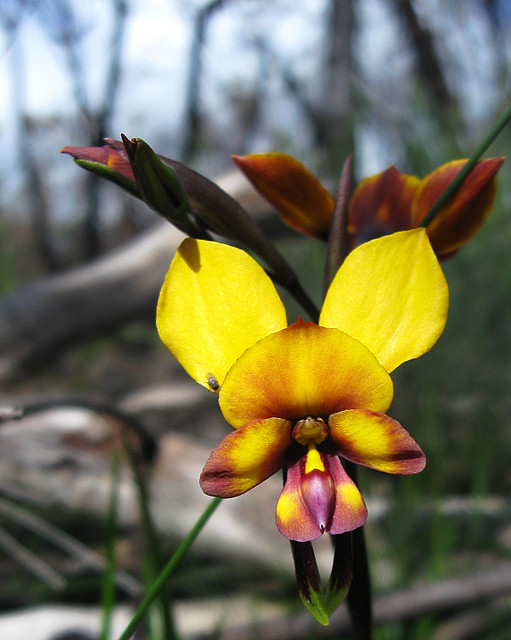